# متعددات الأبواغ
المتعددات الأبواغ  (الاسم العلمي: Polyporales) هي رتبة من الفطريات تتبع الطائفة الغاريقونانية من شعبة الدعاميات.

## فصائل
- الفصيلة المريبلوسية
- الفصيلة البانسية
  - جنس البانس